# 織田秀成
織田 秀成（おだ ひでなり）は、安土桃山時代の武将。織田信秀の八男（または九男）で、織田信長の弟にあたる。津田姓を名乗り、津田 信成（つだ のぶなり）ともいわれる。

## 生涯
兄の信長に早くから従って各地を転戦した。長島一向一揆以外の詳しい事績は不明。
天正2年（1574年）7月の伊勢長島攻めにおいては信長の嫡男・信忠の供衆として従軍した（『信長公記』『信長記』）。9月29日、一揆勢による捨て身の反撃を受け、戦死した（『信長公記』）。秀成を討ったのは、一揆勢の鉄砲隊の者といわれる。年齢に関してはかなり若かったと推測される。